# Temporada 1971 del Campeonato Mundial de Resistencia

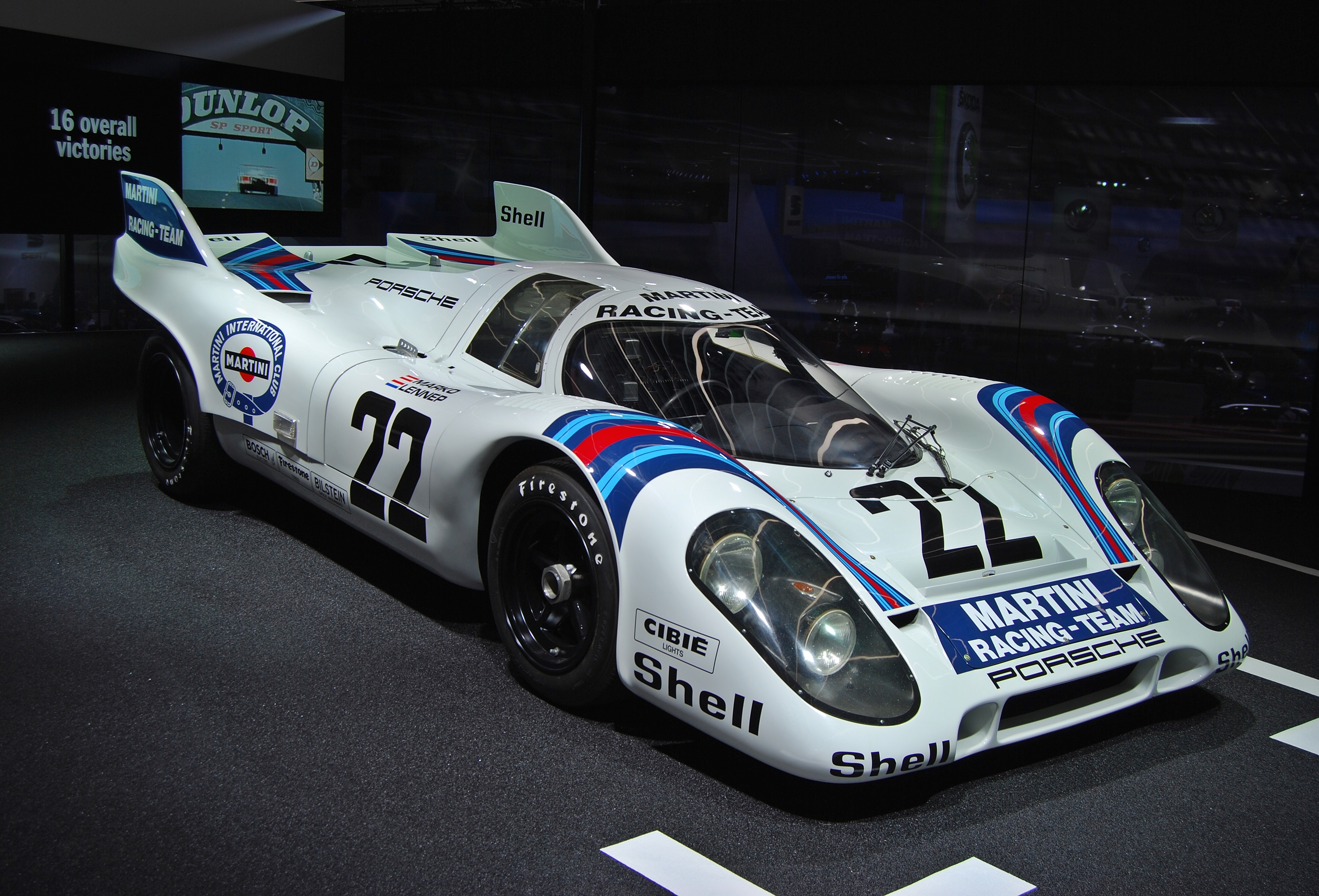
Porsche 917 K del equipo Martini Racing ganador de las 24 horas de Le Mans de 1971 en el Salón del Automóvil de Fráncfort de 2013.

## Carreras
| 1000 Kilómetros de Buenos Aires 10/01/1971 Autódromo de Buenos Aires | 1000 Kilómetros de Buenos Aires 10/01/1971 Autódromo de Buenos Aires | 1000 Kilómetros de Buenos Aires 10/01/1971 Autódromo de Buenos Aires | 1000 Kilómetros de Buenos Aires 10/01/1971 Autódromo de Buenos Aires | 1000 Kilómetros de Buenos Aires 10/01/1971 Autódromo de Buenos Aires | 1000 Kilómetros de Buenos Aires 10/01/1971 Autódromo de Buenos Aires |
| Pos                                                                  | N°                                                                   | Piloto                                                               | Auto                                                                 | Equipo                                                               | Clase                                                                |
| -------------------------------------------------------------------- | -------------------------------------------------------------------- | -------------------------------------------------------------------- | -------------------------------------------------------------------- | -------------------------------------------------------------------- | -------------------------------------------------------------------- |
| 1°                                                                   | 30                                                                   | Siffert / Bell                                                       | Porsche 917 K                                                        | J. W. Automotive                                                     | S                                                                    |
| 2°                                                                   | 32                                                                   | Rodríguez / Oliver                                                   | Porsche 917 K                                                        | J. W. Automotive                                                     | S                                                                    |
| 3°                                                                   | 14                                                                   | Stommelen / Galli                                                    | Alfa Romeo T33/3-71                                                  | Autodelta SpA                                                        | P3.0                                                                 |
| 4°                                                                   | 16                                                                   | de Adamich / Pescarolo                                               | Alfa Romeo T33/3-71                                                  | Autodelta SpA                                                        | P3.0                                                                 |
| 5°                                                                   | 20                                                                   | Juncadella / Pairetti                                                | Ferrari 512 S Spyder                                                 | Escudería Montjuich                                                  | S                                                                    |
| 6°                                                                   | 18                                                                   | de Fierlant / Gosselin                                               | Ferrari 512 S                                                        | Ecurie Francorchamps                                                 | S                                                                    |
| 7°                                                                   | 8                                                                    | Parkes / Bonnier                                                     | Ferrari 512 M                                                        | Scuderia Filipinetti                                                 | S                                                                    |
| 8°                                                                   | 22                                                                   | Posey / Garcia-Veiga / Di Palma                                      | Ferrari 512 S Spyder                                                 | North American Racing Team                                           | S                                                                    |
| 9°                                                                   | 2                                                                    | Craft / Taylor                                                       | McLaren M8C Ford                                                     | Ecurie Evergreen                                                     | P3.0                                                                 |
| 10°                                                                  | 34                                                                   | Martin / Bréa                                                        | Porsche 917 K                                                        | Zitro Racing                                                         | S                                                                    |
| 11°                                                                  | 6                                                                    | Weir / Del Río                                                       | Lola T210 Ford                                                       | Ecurie Evergreen                                                     | P2.0                                                                 |
| 12°                                                                  | 10                                                                   | Peterson / Cupeiro                                                   | Lola T212 Ford                                                       | Scuderia Filipinetti                                                 | P2.0                                                                 |
| 13°                                                                  | 46                                                                   | Rouveyran / Ruesch                                                   | Lola T210 Ford                                                       | Scuderia Bonnier                                                     | P2.0                                                                 |
| 14°                                                                  | 48                                                                   | Jöst / Monguzzi                                                      | Porsche 917 K                                                        | Team Auto Usdau                                                      | S                                                                    |
| 15°                                                                  | 38                                                                   | Elford / Larrousse                                                   | Porsche 917 K                                                        | Martini International Racing Team                                    | S                                                                    |
| 16°                                                                  | 40                                                                   | Copello / Weigel                                                     | Porsche 908/02 Flunder                                               | Auto Usdau                                                           | P3.0                                                                 |
| 17°                                                                  | 28                                                                   | Fittipaldi / Reutemann                                               | Porsche 917 K                                                        | Escudería Nacional CS                                                | S                                                                    |
| 18°                                                                  | 24                                                                   | Giunti / Merzario                                                    | Ferrari 312 PB                                                       | Spa Ferrari SEFAC                                                    | P3.0                                                                 |
| 19°                                                                  | 26                                                                   | Beltoise / Jabouille                                                 | Matra-Simca MS660                                                    | Matra Sports                                                         | P3.0                                                                 |
| 20°                                                                  | 4                                                                    | Estéfano / De Cadenet                                                | Lola T210 Ford                                                       | Ecurie Evergreen                                                     | P2.0                                                                 |
| 21°                                                                  | 44                                                                   | Pino / Ternengo                                                      | Baufer - Chevrolet                                                   | Eduardo Pino                                                         | S                                                                    |
| 22°                                                                  | 36                                                                   | Marko / van Lennep                                                   | Porsche 917 K                                                        | Martini International Racing Team                                    | S                                                                    |
| 24 Horas de Daytona 31/01/1971 Daytona International Speedway        |                                                                      |                                                                      |                                                                      |                                                                      |                                                                      |
| Pos                                                                  | N°                                                                   | Piloto                                                               | Auto                                                                 | Equipo                                                               | Clase                                                                |
| 1°                                                                   | 2                                                                    | Rodríguez / Oliver                                                   | Porsche 917 K                                                        | J. W. Automotive Engineering                                         | S                                                                    |
| 2°                                                                   | 23                                                                   | Bucknum / Adamowicz                                                  | Ferrari 512 S Spyder                                                 | North American Racing Team                                           | S                                                                    |
| 3°                                                                   | 6                                                                    | Donohue / Hobbs                                                      | Ferrari 512 M spec.                                                  | Penske-White Racing                                                  | S                                                                    |
| 4°                                                                   | 11                                                                   | DeLorenzo / Yenko / Mahler                                           | Chevrolet Corvette                                                   | Owens Corning Fiberglass                                             | GT+2.5                                                               |
| 5°                                                                   | 21                                                                   | Garcia-Veiga / Chinetti, Jr. / De Cadenet                            | Ferrari 312 P/71                                                     | North American Racing Team                                           | P                                                                    |
| 6°                                                                   | 57                                                                   | Heinz / Costanzo                                                     | Chevrolet Corvette                                                   | David Heinz Racing, Inc.                                             | GT+2.5                                                               |
| 7°                                                                   | 5                                                                    | Duval / Nicholas / Bailey                                            | Porsche 914/6                                                        | Sun Oil Company                                                      | GT2.5                                                                |
| 8°                                                                   | 19                                                                   | Behr / Buffum / Kremer                                               | Porsche 914/6                                                        | Ralph Meaney                                                         | GT2.5                                                                |
| 9°                                                                   | 31                                                                   | Everett / Locke / Netterstrom                                        | Porsche 911 T                                                        | Locke Lake Colony                                                    | GT2.5                                                                |
| 10°                                                                  | 50                                                                   | Greenwood / Barker / Lang                                            | Chevrolet Corvette                                                   | John Greenwood                                                       | GT+2.5                                                               |
| 11°                                                                  | 17                                                                   | Gimondo / Dietrich                                                   | Chevrolet Camaro Z/28                                                | Tokondo Racing                                                       | T                                                                    |
| 12°                                                                  | 45                                                                   | Baker / Grossman / Brown / Reynolds                                  | Chevron B16 Ford                                                     | Baker Motor Company                                                  | P                                                                    |
| 13°                                                                  | 42                                                                   | Garcia / Sereix / Small                                              | Chevrolet Camaro Z/28                                                | Garcia Racing Jose M. Garcia                                         | T                                                                    |
| 14°                                                                  | 10                                                                   | Walle / Sherwin                                                      | Porsche 911 S                                                        | Walle Enterprises                                                    | GT2.5                                                                |
| 15°                                                                  | 43                                                                   | Hanrioud / Sage                                                      | Chevron B16 Ford                                                     | Jean-Pierre Hanrioud                                                 | P                                                                    |
| 16°                                                                  | 44                                                                   | Hindson / Noah / Bunker                                              | Porsche 911 T                                                        | Art Bunker                                                           | GT2.5                                                                |
| 17°                                                                  | 51                                                                   | Gammon / Donley / Garza                                              | MGB GT                                                               | Waldron Motors Racing Team                                           | GT2.5                                                                |
| 18°                                                                  | 64                                                                   | Luebbe / Baechle / Orr                                               | Chevrolet Corvette                                                   | Robert Luebbe                                                        | GT+2.5                                                               |
| 19°                                                                  | 89                                                                   | Brimble / Smith                                                      | Chevrolet Camaro                                                     | H. Houghton Smith                                                    | T                                                                    |
| 20°                                                                  | 72                                                                   | Mitchell / Kemp                                                      | Chevrolet Camaro                                                     | Robert R. Mitchell                                                   | T                                                                    |
| 21°                                                                  | 18                                                                   | Meaney / Bean / Wright                                               | Porsche 914/6                                                        | Ralph Meaney                                                         | GT2.5                                                                |
| 22°                                                                  | 3                                                                    | Marko / Lins                                                         | Porsche 917 K                                                        | Martini & Rossi Racing Team                                          | S                                                                    |
| 23°                                                                  | 33                                                                   | McComb / Tullius                                                     | Ford Mustang                                                         | John McComb                                                          | T                                                                    |
| 24°                                                                  | 36                                                                   | Matzen / Heyser / Sears                                              | Ford Mustang                                                         | Racing Specialties Co.                                               | T                                                                    |
| 25°                                                                  | 16                                                                   | Keyser / Beasley / Jennings                                          | Porsche 911 S                                                        | Toad Hall Racing                                                     | GT2.5                                                                |
| 26°                                                                  | 52                                                                   | Scott / Lanier / Houser                                              | MGB GT                                                               | Waldron Motors Racing Team                                           | GT2.5                                                                |
| 27°                                                                  | 97                                                                   | Stumes / Cummings                                                    | Shelby GT350                                                         | Susan Trumbull Cummings                                              | T                                                                    |
| 28°                                                                  | 4                                                                    | Elford / van Lennep                                                  | Porsche 917 K                                                        | Martini & Rossi Racing Team                                          | S                                                                    |
| 29°                                                                  | 59                                                                   | Gregg / Haywood                                                      | Porsche 914/6                                                        | Brumos Porsche Audi Corp                                             | GT2.5                                                                |
| 30°                                                                  | 98                                                                   | Matthews / Savage / Ongais                                           | Ford Mustang                                                         | Ed Matthews                                                          | T                                                                    |
| 31°                                                                  | 47                                                                   | Tremblay / McDill / Beatty                                           | Chevrolet Camaro                                                     | Bruce Behrens Racing                                                 | T                                                                    |
| 32°                                                                  | 88                                                                   | Mastandrea / Lilly                                                   | Chevrolet Camaro Z/28                                                | Norberto Mastandrea                                                  | T                                                                    |
| 33°                                                                  | 22                                                                   | Revson / Posey / Parsons / Chinetti, Jr.                             | Ferrari 512 M                                                        | North American Racing Team                                           | S                                                                    |
| 34°                                                                  | 15                                                                   | Kirill / Tisdelle                                                    | Porsche 911 S                                                        | K &T Enterprises                                                     | GT2.5                                                                |
| 35°                                                                  | 28                                                                   | Merzario / Juncadella                                                | Ferrari 512 S                                                        | Escudería Montjuich                                                  | S                                                                    |
| 36°                                                                  | 70                                                                   | Belperche / Davidson                                                 | Triumph GT6                                                          | William A. Davidson                                                  | GT2.5                                                                |
| 37°                                                                  | 14                                                                   | Canada / Hines, Jr. / Pickett                                        | Chevrolet Camaro Z/28                                                | Boykin Auto Repairs                                                  | GT+2.5                                                               |
| 38°                                                                  | 26                                                                   | de Fierlant / Gosselin                                               | Ferrari 512 S                                                        | Jacques Swaters                                                      | S                                                                    |
| 39°                                                                  | 92                                                                   | Cordts / Pike                                                        | Pontiac Firebird                                                     | B.F. Goodrich Tire Co.                                               | T                                                                    |
| 40°                                                                  | 1                                                                    | Siffert / Bell                                                       | Porsche 917 K                                                        | J. W. Automotive Engineering                                         | S                                                                    |
| 41°                                                                  | 79                                                                   | Lawrence / Moore / Bishop                                            | Shelby GT350                                                         | Danny L. Moore                                                       | T                                                                    |
| 42°                                                                  | 8                                                                    | Nehl / Perry                                                         | Porsche 911 S                                                        | American Racing Promotions                                           | GT2.5                                                                |
| 43°                                                                  | 12                                                                   | Thompson / Mahler                                                    | Chevrolet Corvette                                                   | Owens Corning Fiberglass                                             | GT+2.5                                                               |
| 44°                                                                  | 40                                                                   | Hochreuter / Bartling                                                | Porsche 911                                                          | Fritz Hochreuter                                                     | GT2.5                                                                |
| 45°                                                                  | 48                                                                   | Dobkin / Maynard / Oliver                                            | Chevrolet Camaro                                                     | S-Car-Go-Racing                                                      | T                                                                    |
| 46°                                                                  | 74                                                                   | Straub / Brown                                                       | Ford Mustang                                                         | Al Straub                                                            | T                                                                    |
| 47°                                                                  | 20                                                                   | Gregory / Young                                                      | Ferrari 512 M                                                        | Young American Racing/North American Racing Team                     | S                                                                    |
| 48°                                                                  | 91                                                                   | Noseda / Nunez                                                       | Chevrolet Camaro Z/28                                                | Larrauri Racing                                                      | T                                                                    |
| 12 Horas de Sebring 20/03/1971 Sebring International Raceway         |                                                                      |                                                                      |                                                                      |                                                                      |                                                                      |
| Pos                                                                  | N°                                                                   | Piloto                                                               | Auto                                                                 | Equipo                                                               | Clase                                                                |
| 1°                                                                   | 3                                                                    | Elford / Larrousse                                                   | Porsche 917 K                                                        | Martini & Rossi Racing                                               | S                                                                    |
| 2°                                                                   | 33                                                                   | Galli / Stommelen                                                    | Alfa Romeo T33/3                                                     | Autodelta S.p.a.                                                     | P3.0                                                                 |
| 3°                                                                   | 32                                                                   | de Adamich / Pescarolo / Vaccarella                                  | Alfa Romeo T33/3                                                     | Autodelta S.p.a.                                                     | P3.0                                                                 |
| 4°                                                                   | 2                                                                    | Rodríguez / Oliver                                                   | Porsche 917 K                                                        | J. W. Automotive Engineering Ltd.                                    | S                                                                    |
| 5°                                                                   | 1                                                                    | Siffert / Bell                                                       | Porsche 917 K                                                        | J. W. Automotive Engineering Ltd.                                    | S                                                                    |
| 6°                                                                   | 6                                                                    | Donohue / Hobbs                                                      | Ferrari 512 M                                                        | Penske/White Racing                                                  | S                                                                    |
| 7°                                                                   | 48                                                                   | Greenwood / Smothers                                                 | Chevrolet Corvette                                                   | John Greenwood                                                       | GT+2.5                                                               |
| 8°                                                                   | 21                                                                   | Chinetti, Jr. / Eaton                                                | Ferrari 312 P/71                                                     | North American Racing Team                                           | P3.0                                                                 |
| 9°                                                                   | 31                                                                   | Locke / Everett                                                      | Porsche 911 T                                                        | Locke Lake Colony & Waterville Estates                               | GT2.5                                                                |
| 10°                                                                  | 57                                                                   | Heinz / Johnson / Costanzo                                           | Chevrolet Corvette                                                   | Dave Heinz Racing, Inc.                                              | GT+2.5                                                               |
| 11°                                                                  | 39                                                                   | Tisdelle / Kirill                                                    | Porsche 911 S                                                        | K&T Enterprises                                                      | T2.5                                                                 |
| 12°                                                                  | 24                                                                   | Cluxton / Grossman                                                   | Ferrari 365 GTB/4                                                    | North American Racing Team                                           | S                                                                    |
| 13°                                                                  | 47                                                                   | Tremblay / McDill                                                    | Chevrolet Camaro                                                     | Bruce Behrens Racing                                                 | T+2.5                                                                |
| 14°                                                                  | 59                                                                   | Gregg / Haywood                                                      | Porsche 914/6                                                        | Brumos Porsche Audi Corp.                                            | GT2.5                                                                |
| 15°                                                                  | 89                                                                   | Gafford / Smith                                                      | Chevrolet Camaro                                                     | H. Houghton Smith                                                    | T+2.5                                                                |
| 16°                                                                  | 81                                                                   | Walle / Davey / Reddy                                                | Porsche 911 S                                                        | Ray Walle Ent. Inc.                                                  | GT2.5                                                                |
| 17°                                                                  | 5                                                                    | Duval / Nicholas / Bailey                                            | Porsche 914/6                                                        | Jacques Duval                                                        | GT2.5                                                                |
| 18°                                                                  | 19                                                                   | Ciccone / Greenhalgh / Roberts                                       | Chevrolet Camaro                                                     | Thomas T. Ciccone, Jr.                                               | T+2.5                                                                |
| 19°                                                                  | 14                                                                   | Canada / Christiansen                                                | Chevrolet Camaro                                                     | Boykin Auto Repair                                                   | T+2.5                                                                |
| 20°                                                                  | 40                                                                   | Hotchkis / Kirby                                                     | Porsche 911 S                                                        | Bozzani Porsche, Inc.                                                | GT2.5                                                                |
| 21°                                                                  | 60                                                                   | Walker / Springer                                                    | Porsche 911 S                                                        | Wheel Sport, Ent.                                                    | GT2.5                                                                |
| 22°                                                                  | 72                                                                   | Mitchell / Kemp                                                      | Chevrolet Camaro                                                     | Robert R. Mitchell                                                   | T+2.5                                                                |
| 23°                                                                  | 84                                                                   | Goldleaf / Taylor / Wheat                                            | Alfa Romeo GTV                                                       | Del Taylor                                                           | T2.5                                                                 |
| 24°                                                                  | 63                                                                   | Elliott / Gwynne                                                     | Chevrolet Camaro                                                     | Preston Hood Chevrolet                                               | T+2.5                                                                |
| 25°                                                                  | 74                                                                   | Rosen / Jacobs                                                       | Porsche 906                                                          | Dr. Mervin B. Rosen                                                  | S                                                                    |
| 26°                                                                  | 11                                                                   | Yenko / DeLorenzo / Thompson                                         | Chevrolet Corvette                                                   | Troy Promotions, Inc.                                                | GT+2.5                                                               |
| 27°                                                                  | 17                                                                   | Fraser / Reynolds / Sage / Baker                                     | Chevron B16 Ford                                                     | Ring-Free Oil Racing Team                                            | P2.0                                                                 |
| 28°                                                                  | 42                                                                   | Sereix / Garcia / Noseda                                             | Chevrolet Camaro                                                     | Garcia Racing                                                        | T+2.5                                                                |
| 29°                                                                  | 29                                                                   | Behr / Conrad / Buffum                                               | Porsche 914/6                                                        | Ralph Meaney, Inc.                                                   | GT2.5                                                                |
| 30°                                                                  | 66                                                                   | Small / Fordyce                                                      | Chevrolet Camaro                                                     | Performance Automobile                                               | T+2.5                                                                |
| 31°                                                                  | 28                                                                   | Meaney / Wright / Laucks                                             | Porsche 914/6                                                        | Ralph Meaney, Inc.                                                   | GT2.5                                                                |
| 32°                                                                  | 22                                                                   | Revson / Savage                                                      | Ferrari 512 M                                                        | North American Racing Team                                           | S                                                                    |
| 33°                                                                  | 58                                                                   | Rahal / Frank / Wise                                                 | Porsche 906                                                          | Nationwide Food Brokers Racing Team                                  | S                                                                    |
| 34°                                                                  | 61                                                                   | Kleinpeter / Belcher                                                 | Lola T210 Ford                                                       | Promotional Advertising Corp.                                        | P2.0                                                                 |
| 35°                                                                  | 88                                                                   | Oliver / Maynard / Flanagan                                          | Chevrolet Camaro                                                     | S-Car-Go-Racing                                                      | T+2.5                                                                |
| 36°                                                                  | 25                                                                   | Andretti / Ickx                                                      | Ferrari 312 PB                                                       | Ferrari Automobili                                                   | P3.0                                                                 |
| 37°                                                                  | 23                                                                   | Bucknum / Posey                                                      | Ferrari 512 S                                                        | North American Racing Team                                           | S                                                                    |
| 38°                                                                  | 16                                                                   | Rinzler / Baker                                                      | Chevron B16 Ford                                                     | Ring-Free Oil Racing Team                                            | P2.0                                                                 |
| 39°                                                                  | 86                                                                   | Gottlob / Lowther                                                    | Chevrolet Corvette                                                   | Cliff Gottlob                                                        | GT+2.5                                                               |
| 40°                                                                  | 43                                                                   | Garcia / González / Mastandrea                                       | Chevrolet Chevy II                                                   | Garcia Racing                                                        | T+2.5                                                                |
| 41°                                                                  | 45                                                                   | Pettey / Dutton                                                      | Ford Mustang                                                         | Reventlow-Pettey Automobiles                                         | T+2.5                                                                |
| 42°                                                                  | 38                                                                   | Quintana / Belperche / Almeida                                       | Shelby GT500                                                         | John P. Belperche                                                    | T+2.5                                                                |
| 43°                                                                  | 35                                                                   | Wilson / Collins                                                     | Chevrolet Camaro                                                     | Collins-Wilson Racing Ent.                                           | T+2.5                                                                |
| 44°                                                                  | 54                                                                   | Arutunoff / Pryor / Goellnicht                                       | Abarth 2000 SP                                                       | Automobiles of Italy, Inc.                                           | P2.0                                                                 |
| 45°                                                                  | 71                                                                   | Gimondo / Dietrich                                                   | Chevrolet Camaro                                                     | Takondo Racing                                                       | T+2.5                                                                |
| 46°                                                                  | 56                                                                   | Greger / Weigel                                                      | Porsche 907                                                          | Josef Greger                                                         | P2.0                                                                 |
| 47°                                                                  | 50                                                                   | Barker / Harrington                                                  | Chevrolet Corvette                                                   | John Greenwood                                                       | GT+2.5                                                               |
| 48°                                                                  | 12                                                                   | Thompson / Mahler                                                    | Chevrolet Corvette                                                   | Troy Promotions, Inc.                                                | GT+2.5                                                               |
| 49°                                                                  | 46                                                                   | Gray / Keller / Magner                                               | Ford Mustang                                                         | Sebring Racing, Inc.                                                 | T+2.5                                                                |
| 50°                                                                  | 52                                                                   | Scott / Lanier / Houser                                              | MGB                                                                  | Waldron Motors Racing Team                                           | GT2.5                                                                |
| 51°                                                                  | 20                                                                   | Gregory / Young                                                      | Ferrari 512 M                                                        | Young American Racing Team                                           | S                                                                    |
| 52°                                                                  | 34                                                                   | Vaccarella / Hezemans                                                | Alfa Romeo T33/3                                                     | Autodelta S.p.a.                                                     | P3.0                                                                 |
| 53°                                                                  | 51                                                                   | Gammon / Donley                                                      | MGB                                                                  | Waldron Motors Racing Team                                           | GT2.5                                                                |
| 54°                                                                  | 15                                                                   | Keyser / Jennings                                                    | Porsche 911 S                                                        | Toad Hall Racing                                                     | GT2.5                                                                |
| 55°                                                                  | 26                                                                   | Parsons / Weir                                                       | Ferrari 512 S                                                        | North American Racing Team                                           | S                                                                    |
| 56°                                                                  | 92                                                                   | Cordts / Pike                                                        | Chevrolet Camaro                                                     | B. F. Goodrich Tire Co.                                              | T+2.5                                                                |
| 57°                                                                  | 18                                                                   | Guthrie / Smith                                                      | Chevron B16 Ford                                                     | Ring-Free Oil Racing Team                                            | P2.0                                                                 |
| 1000 Kilómetros de Brands Hatch 04/04/1971 Brands Hatch              |                                                                      |                                                                      |                                                                      |                                                                      |                                                                      |
| Pos                                                                  | N°                                                                   | Piloto                                                               | Auto                                                                 | Equipo                                                               | Clase                                                                |
| 1°                                                                   | 54                                                                   | de Adamich / Pescarolo                                               | Alfa Romeo T33/3-71                                                  | Autodelta S.p.A.                                                     | P3.0                                                                 |
| 2°                                                                   | 51                                                                   | Ickx / Regazzoni                                                     | Ferrari 312 PB                                                       | Ferrari S.p.A. S.E.F.A.C.                                            | P3.0                                                                 |
| 3°                                                                   | 6                                                                    | Siffert / Bell                                                       | Porsche 917 K                                                        | J. W. Automotive Engineering                                         | S5.0                                                                 |
| 4°                                                                   | 1                                                                    | Müller / Herzog                                                      | Ferrari 512 M                                                        | Herbert Müller Racing                                                | S5.0                                                                 |
| 5°                                                                   | 3                                                                    | Hobbs / Juncadella                                                   | Ferrari 512 M                                                        | Escudería Montjuich                                                  | S5.0                                                                 |
| 6°                                                                   | 10                                                                   | Jöst / Kauhsen                                                       | Porsche 917 K                                                        | Team Auto Usdau                                                      | S5.0                                                                 |
| 7°                                                                   | 74                                                                   | Miles / Birrell                                                      | Chevron B19 Ford                                                     | D. A. R. T. Racing with Castrol                                      | P2.0                                                                 |
| 8°                                                                   | 69                                                                   | Bonnier / Westbury                                                   | Lola T212 Ford                                                       | Filipinetti                                                          | P2.0                                                                 |
| 9°                                                                   | 9                                                                    | van Lennep / Larrousse                                               | Porsche 917 K                                                        | Martini Rossi Racing Team                                            | S5.0                                                                 |
| 10°                                                                  | 53                                                                   | Weigel / Spoerry                                                     | Porsche 908/02 Flunder                                               | Team Auto Usdau                                                      | P3.0                                                                 |
| 11°                                                                  | 71                                                                   | Farnell / Crossley                                                   | Lola T210 Ford                                                       | The Paul Watson Race Organisation                                    | P2.0                                                                 |
| 12°                                                                  | 24                                                                   | Fletcher / Tuckett                                                   | Chevron B16 Ford                                                     | The Paul Watson Race Organisation                                    | S2.0                                                                 |
| 13°                                                                  | 21                                                                   | Robinson / Maskell                                                   | Chevron B16 Ford                                                     | Brian Robinson                                                       | S2.0                                                                 |
| 14°                                                                  | 68                                                                   | Weir / Walton                                                        | Lola T210 Ford                                                       | Ecurie Evergreen                                                     | P2.0                                                                 |
| 15°                                                                  | 22                                                                   | Walker / Bridges                                                     | Chevron B16 Ford                                                     | Red Rose Racing                                                      | S2.0                                                                 |
| 16°                                                                  | 55                                                                   | Stommelen / Hezemans                                                 | Alfa Romeo T33/3-71                                                  | Autodelta S.p.A.                                                     | P3.0                                                                 |
| 17°                                                                  | 79                                                                   | Heavens / Garton                                                     | Chevron B16 Ford                                                     | Speed Sport Motobooks                                                | P2.0                                                                 |
| 18°                                                                  | 8                                                                    | Elford / Redman                                                      | Porsche 917 K                                                        | Martini Rossi Racing Team                                            | S5.0                                                                 |
| 19°                                                                  | 25                                                                   | Twaites / Smith                                                      | Chevron B16 Ford                                                     | Intertech Steering Wheels                                            | S2.0                                                                 |
| 20°                                                                  | 7                                                                    | Rodríguez / Oliver                                                   | Porsche 917 K                                                        | J. W. Automotive Engineering                                         | S5.0                                                                 |
| 21°                                                                  | 73                                                                   | Burton / Bamford                                                     | Chevron B19 Ford                                                     | Worcestershire Racing Association                                    | P2.0                                                                 |
| 22°                                                                  | 66                                                                   | Jackson / Enever                                                     | Huron 4A Ford                                                        | Huron Auto Racing Developments Ltd.                                  | P2.0                                                                 |
| 23°                                                                  | 63                                                                   | McGovern / Ridehalgh                                                 | Dulon LD11P Porsche                                                  | Speed Sport Motobooks                                                | P2.0                                                                 |
| 24°                                                                  | 77                                                                   | Martin / Swart                                                       | Martin BM8 BMW                                                       | Martin Racing Developments                                           | P2.0                                                                 |
| 1000 Kilómetros de Monza 25/04/1971 Autodromo Nazionale di Monza     |                                                                      |                                                                      |                                                                      |                                                                      |                                                                      |
| Pos                                                                  | N°                                                                   | Piloto                                                               | Auto                                                                 | Equipo                                                               | Clase                                                                |
| 1°                                                                   | 2                                                                    | Rodríguez / Oliver                                                   | Porsche 917 K                                                        | J. W. Automotive                                                     | S5.0                                                                 |
| 2°                                                                   | 1                                                                    | Siffert / Bell                                                       | Porsche 917 K                                                        | J. W. Automotive                                                     | S5.0                                                                 |
| 3°                                                                   | 18                                                                   | de Adamich / Pescarolo                                               | Alfa Romeo T33/3                                                     | Autodelta SpA                                                        | P3.0                                                                 |
| 4°                                                                   | 19T                                                                  | Stommelen / Hezemans                                                 | Alfa Romeo T33/3                                                     | Autodelta SpA                                                        | P3.0                                                                 |
| 5°                                                                   | 16                                                                   | Hezemans / Vaccarella / Stommelen                                    | Alfa Romeo T33/3                                                     | Autodelta SpA                                                        | P3.0                                                                 |
| 6°                                                                   | 12                                                                   | Müller / Herzog                                                      | Ferrari 512 M                                                        | Herbert Müller                                                       | S5.0                                                                 |
| 7°                                                                   | 6                                                                    | Kauhsen / Jöst                                                       | Porsche 917 K                                                        | Team Auto Usdau                                                      | S5.0                                                                 |
| 8°                                                                   | 11                                                                   | Moretti / Zeccoli                                                    | Ferrari 512 M                                                        | Herbert Müller                                                       | S5.0                                                                 |
| 9°                                                                   | 5                                                                    | Pillon / Martin                                                      | Porsche 917 K                                                        | Zitro Racing Cars                                                    | S5.0                                                                 |
| 10°                                                                  | 21                                                                   | Wicky / Brambilla / Mattli                                           | Porsche 908/02                                                       | Wicky Racing Team                                                    | P3.0                                                                 |
| 11°                                                                  | 29                                                                   | "Pal Joe" / Becchetti                                                | Abarth 2000 S                                                        | Squadra Corse Meda                                                   | S2.0                                                                 |
| 12°                                                                  | 50                                                                   | Huber / Kremer                                                       | Porsche 911 S                                                        | Kremer Racing                                                        | GT+2.0                                                               |
| 13°                                                                  | 58                                                                   | Ettmüller / Seiler                                                   | Porsche 914/6                                                        | Squadra Tartaruga                                                    | GT2.0                                                                |
| 14°                                                                  | 30                                                                   | Dupont / Noe                                                         | Chevron B16 Ford                                                     | Michel Dupont                                                        | S2.0                                                                 |
| 15°                                                                  | 46                                                                   | Grauls / Tuerlinckx                                                  | Chevrolet Corvette                                                   | Trans-Europ Gulf Racing Team                                         | GT+2.0                                                               |
| 16°                                                                  | 44                                                                   | Zadra / "Gap"                                                        | Lola T212 Ford                                                       | Scuderia Brescia Corse                                               | P2.0                                                                 |
| 17°                                                                  | 33                                                                   | Schenetti / Zerbini                                                  | Porsche 910                                                          | Scuderia Brescia Corse                                               | S2.0                                                                 |
| 18°                                                                  | 23                                                                   | "Noris" / Sigala                                                     | Porsche 908/02                                                       | Scuderia Brescia Corse                                               | P3.0                                                                 |
| 19°                                                                  | 4                                                                    | Marko / van Lennep                                                   | Porsche 917 K                                                        | Martini International Racing Team                                    | S5.0                                                                 |
| 20°                                                                  | 28                                                                   | Dini / Benelli                                                       | Abarth 2000 S                                                        | "Riccardone"                                                         | S2.0                                                                 |
| 21°                                                                  | 3                                                                    | Elford / Larrousse                                                   | Porsche 917 K                                                        | Martini International Racing Team                                    | S5.0                                                                 |
| 22°                                                                  | 38                                                                   | Casoni / Alberti                                                     | Chevron B19 Ford                                                     | Giovanni Alberti                                                     | P2.0                                                                 |
| 23°                                                                  | 8                                                                    | Parkes / Bonnier                                                     | Ferrari 512 S/M                                                      | Scuderia Filipinetti                                                 | S5.0                                                                 |
| 24°                                                                  | 9                                                                    | Manfredini / Gagliardi                                               | Ferrari 512 M                                                        | Scuderia Filipinetti                                                 | S5.0                                                                 |
| 25°                                                                  | 48                                                                   | Bonomelli / Beckers                                                  | Porsche 911 S                                                        | Ennio Bonomelli                                                      | GT+2.0                                                               |
| 26°                                                                  | 15                                                                   | Ickx / Regazzoni                                                     | Ferrari 312 PB                                                       | Spa Ferrari SEFAC                                                    | P3.0                                                                 |
| 27°                                                                  | 7                                                                    | Merzario / Juncadella                                                | Ferrari 512 M                                                        | Escudería Montjuich                                                  | S5.0                                                                 |
| 28°                                                                  | 22                                                                   | Weigel / Spoerry                                                     | Porsche 908/02                                                       | Team Auto Usdau                                                      | P3.0                                                                 |
| 29°                                                                  | 26                                                                   | Meier / Mattli                                                       | Porsche 907                                                          | Wicky Racing Team                                                    | P3.0                                                                 |
| 1000 Kilómetros de Spa 09/05/1971 Spa-Francorchamps                  |                                                                      |                                                                      |                                                                      |                                                                      |                                                                      |
| Pos                                                                  | N°                                                                   | Piloto                                                               | Auto                                                                 | Equipo                                                               | Clase                                                                |
| 1°                                                                   | 21                                                                   | Rodríguez / Oliver                                                   | Porsche 917 K                                                        | J. Wyer                                                              | S5.0                                                                 |
| 2°                                                                   | 20                                                                   | Siffert / Bell                                                       | Porsche 917 K                                                        | J. Wyer                                                              | S5.0                                                                 |
| 3°                                                                   | 2                                                                    | Pescarolo / de Adamich                                               | Alfa Romeo T33/3                                                     | Autodelta                                                            | P3.0                                                                 |
| 4°                                                                   | 25                                                                   | Kauhsen / Jöst                                                       | Porsche 917 K                                                        | Usdau Team                                                           | S5.0                                                                 |
| 5°                                                                   | 3                                                                    | Ballot-Léna / Chasseuil                                              | Porsche 908/02 Flunder                                               | Claude Ballot-Léna                                                   | P3.0                                                                 |
| 6°                                                                   | 31                                                                   | Pilette / Gosselin                                                   | Lola T70 Mk.3B GT Chevrolet                                          | VDS Team                                                             | S5.0                                                                 |
| 7°                                                                   | 46                                                                   | Huber / Kremer                                                       | Porsche 911 S                                                        | Kremer Racing                                                        | GT+2.0                                                               |
| 8°                                                                   | 1                                                                    | Ickx / Regazzoni                                                     | Ferrari 312 PB                                                       | S.E.F.A.C.                                                           | P3.0                                                                 |
| 9°                                                                   | 49                                                                   | Quist / Krumm                                                        | Porsche 914/6                                                        | Max Moritz                                                           | GT2.0                                                                |
| 10°                                                                  | 44                                                                   | Larsson / Simonsen                                                   | Porsche 911 S                                                        | Kurt Simonsen                                                        | GT2.0                                                                |
| 11°                                                                  | 43                                                                   | Greub / Guérie                                                       | Porsche 911 S                                                        | Pierre Greub                                                         | GT+2.0                                                               |
| 12°                                                                  | 33                                                                   | Birchenhough / Joscelyne                                             | Chevron B8 BMW                                                       | Paul Watson                                                          | S2.0                                                                 |
| 13°                                                                  | 32                                                                   | Gagliardi / Manfredini                                               | Ferrari 512 M                                                        | Filipinetti                                                          | S5.0                                                                 |
| 14°                                                                  | 47                                                                   | Gaban / Braillard                                                    | Porsche 911 S                                                        | Jean-Pierre Gaban                                                    | GT+2.0                                                               |
| 15°                                                                  | 26                                                                   | Müller / Herzog                                                      | Ferrari 512 M                                                        | Herbert Müller                                                       | S5.0                                                                 |
| 16°                                                                  | 41                                                                   | Aubriet / "Sylvain"                                                  | Chevrolet Corvette                                                   | Jean-Claude Aubriet                                                  | GT+2.0                                                               |
| 17°                                                                  | 48                                                                   | Göring / Utz                                                         | Porsche 911 S                                                        | Max Moritz                                                           | GT+2.0                                                               |
| 18°                                                                  | 8                                                                    | Goodwin / Cowin                                                      | Redex RPA BMW (Chevron)                                              | Tony Goodwin                                                         | P2.0                                                                 |
| 19°                                                                  | 9                                                                    | Ridehalgh / Taylor                                                   | Dulon LD11P Porsche                                                  | Speed Sport                                                          | P2.0                                                                 |
| 20°                                                                  | 40                                                                   | Tuerlinckx / Byttebier                                               | Chevrolet Corvette                                                   | Transeurop Gulf                                                      | GT+2.0                                                               |
| 21°                                                                  | 51                                                                   | Sage / Keller                                                        | Porsche 914/6                                                        | Porsche Vaud                                                         | GT2.0                                                                |
| 22°                                                                  | 50                                                                   | Dechaumel / Parot                                                    | Porsche 911 S                                                        | Jacky Dechaumel                                                      | GT+2.0                                                               |
| 23°                                                                  | 22                                                                   | Elford / Larrousse                                                   | Porsche 917 K                                                        | Martini Team                                                         | S5.0                                                                 |
| 24°                                                                  | 24                                                                   | Martin / Pillon                                                      | Porsche 917 K                                                        | Zitro Racing                                                         | S5.0                                                                 |
| 25°                                                                  | 45                                                                   | Chenevière / Cuénoud                                                 | Porsche 911 S                                                        | Porsche Vaud                                                         | GT+2.0                                                               |
| 26°                                                                  | 29                                                                   | Coombe / Vestey                                                      | Lola T70 Mk.3B GT Chevrolet                                          | Mike Coombe                                                          | S5.0                                                                 |
| 27°                                                                  | 23                                                                   | Marko / van Lennep                                                   | Porsche 917 K                                                        | Martini Team                                                         | S5.0                                                                 |
| 28°                                                                  | 28                                                                   | Kocher / Wiesendanger                                                | Ferrari 512 S                                                        | Herbert Müller                                                       | S5.0                                                                 |
| Targa Florio 16/05/1971 Circuito de Palermo                          |                                                                      |                                                                      |                                                                      |                                                                      |                                                                      |
| Pos                                                                  | N°                                                                   | Piloto                                                               | Auto                                                                 | Equipo                                                               | Clase                                                                |
| 1°                                                                   | 5                                                                    | Vaccarella / Hezemans                                                | Alfa Romeo T33/3                                                     | Autodelta S.p.a.                                                     | P3.0                                                                 |
| 2°                                                                   | 2                                                                    | de Adamich / van Lennep                                              | Alfa Romeo T33/3                                                     | Autodelta S.p.a.                                                     | P3.0                                                                 |
| 3°                                                                   | 14                                                                   | Bonnier / Attwood                                                    | Lola T212 Ford                                                       | Scuderia Filipinetti                                                 | P2.0                                                                 |
| 4°                                                                   | 42                                                                   | Chenevière / Keller                                                  | Porsche 911 S                                                        | Porsche Club Romand                                                  | GT+2.0                                                               |
| 5°                                                                   | 19                                                                   | Parkes / Westbury                                                    | Lola T212 Ford                                                       | Scuderia Filipinetti                                                 | P2.0                                                                 |
| 6°                                                                   | 40                                                                   | Pucci / Schmid                                                       | Porsche 911 S                                                        | Strähle KG                                                           | GT+2.0                                                               |
| 7°                                                                   | 28                                                                   | Nicodemi / Williams                                                  | Lola T212 Ford                                                       | Antonio Nicodemi                                                     | P2.0                                                                 |
| 8°                                                                   | 47                                                                   | Garant / Greub                                                       | Porsche 911 S                                                        | Pierre Greub                                                         | GT+2.0                                                               |
| 9°                                                                   | 60                                                                   | Calascibetta / Monti                                                 | Opel GT                                                              | Conrero Squadra Corse                                                | GT2.0                                                                |
| 10°                                                                  | 59                                                                   | Schön / Bertoni                                                      | Porsche 911 S                                                        | Jolly Club                                                           | GT2.0                                                                |
| 11°                                                                  | 102                                                                  | Zanetti / Ruspa                                                      | Alfa Romeo Giulia GTA                                                | Monzeglio Squadra Corse                                              | GT1.6                                                                |
| 12°                                                                  | 94                                                                   | Bologna / Spatafora                                                  | Lancia Fulvia HF                                                     | Erasmo Bologna                                                       | GT1.6                                                                |
| 13°                                                                  | 56                                                                   | Kauhsen / Steckkönig                                                 | Porsche 914/6                                                        | Strähle KG                                                           | GT2.0                                                                |
| 14°                                                                  | 82                                                                   | Campanini / Barone                                                   | Abarth 1000 SP                                                       | Mario Barone                                                         | P1.0                                                                 |
| 15°                                                                  | 83                                                                   | Boeris / Roasio                                                      | Abarth 1000 SP                                                       | Scuderia Brescia Corse                                               | P1.0                                                                 |
| 16°                                                                  | 97                                                                   | Rizzo / Alongi                                                       | Alfa Romeo Giulia GTA                                                | Giovanni Rizzo                                                       | GT1.6                                                                |
| 17°                                                                  | 50                                                                   | Selz / Sage                                                          | Porsche 911 S                                                        | Porsche Club Romand                                                  | GT2.0                                                                |
| 18°                                                                  | 106                                                                  | Restivo / Merendino                                                  | Lancia Fulvia Sport                                                  | Raffaele Restivo                                                     | GT1.3                                                                |
| 19°                                                                  | 58                                                                   | Marini / Antigoni                                                    | Porsche 911 S                                                        | M. Antigoni                                                          | GT2.0                                                                |
| 20°                                                                  | 71                                                                   | Buonapace / Martino                                                  | AMS 1300 Alfa Romeo                                                  | Scuderia Nettuno                                                     | P1.3                                                                 |
| 21°                                                                  | 116                                                                  | Anastasio / Genta                                                    | Lancia Fulvia Sport Competizione                                     | Pasquale Anastasio                                                   | GT1.3                                                                |
| 22°                                                                  | 45                                                                   | de Gregorio / "Rousseau"                                             | Porsche 911 S                                                        | Giuseppe De Gregorio                                                 | GT+2.0                                                               |
| 23°                                                                  | 105                                                                  | Cerulli-Irelli / "Jokrysa"                                           | Lancia Fulvia HF                                                     | Scuderia Nettuno                                                     | GT1.6                                                                |
| 24°                                                                  | 41                                                                   | Sanson / Marché                                                      | Porsche 911 S                                                        | Claude Laurent                                                       | GT+2.0                                                               |
| 25°                                                                  | 49                                                                   | Cabella / Moncini                                                    | Porsche 911 S                                                        | Alessandro Moncini                                                   | GT2.0                                                                |
| 26°                                                                  | 36                                                                   | Serse / Pizzo                                                        | Porsche 911 S                                                        | Scuderia Pegaso                                                      | GT+2.0                                                               |
| 27°                                                                  | 29                                                                   | Knight / Knight                                                      | Chevron B8 BMW                                                       | Richard Knight                                                       | S2.0                                                                 |
| 28°                                                                  | 99                                                                   | Balistreri / de Francisci                                            | Lancia Fulvia HF                                                     | Settimino Balistreri                                                 | GT1.6                                                                |
| 29°                                                                  | 48                                                                   | Ilotte / Polin                                                       | Porsche 911 S                                                        | Scuderia Brescia Corse                                               | GT+2.0                                                               |
| 30°                                                                  | 38                                                                   | Cosentino / Verna                                                    | Ferrari Dino 246 GT                                                  | Francesco Cosentino                                                  | GT+2.0                                                               |
| 31°                                                                  | 90                                                                   | "Don Pedrito" / Cavatorta                                            | Fiat 124 Sport Spider                                                | Scuderia Etna                                                        | GT1.6                                                                |
| 32°                                                                  | 115                                                                  | Capra / Lepri                                                        | Alpine A110 Renault                                                  | Girolama Capra                                                       | GT1.3                                                                |
| 33°                                                                  | 44                                                                   | Bökmann / Ochs                                                       | Porsche 911 S                                                        | V-10 Kleber Team                                                     | GT+2.0                                                               |
| 34°                                                                  | 107                                                                  | Arlini / Chiaramonte                                                 | Lancia Fulvia HF                                                     | Paolo Arlini                                                         | GT1.3                                                                |
| 35°                                                                  | 31                                                                   | Berruto / Mola                                                       | Porsche 906                                                          | Scuderia Brescia Corse                                               | S2.0                                                                 |
| 36°                                                                  | 43                                                                   | Licheri / Formento                                                   | Porsche 911 S                                                        | Michele Licheri                                                      | GT+2.0                                                               |
| 37°                                                                  | 76                                                                   | Sidoti Abate / Fiorentino                                            | Matra Djet 5S                                                        | Geatano Sidoti                                                       | S1.3                                                                 |
| 38°                                                                  | 35                                                                   | Raffo / Seddon                                                       | Chevron B8 BMW                                                       | Roy Seddon                                                           | S2.0                                                                 |
| 39°                                                                  | 8                                                                    | Larrousse / Elford                                                   | Porsche 908/03                                                       | Martini Team                                                         | P3.0                                                                 |
| 40°                                                                  | 23                                                                   | Davidson / Wheeler                                                   | Jerboa SP BMC                                                        | Jack Wheeler                                                         | P1.3                                                                 |
| 41°                                                                  | 100                                                                  | "Harka" / Semilia                                                    | Alfa Romeo Giulia GTA                                                | Silvestre Semilia                                                    | GT1.6                                                                |
| 42°                                                                  | 89                                                                   | Gagliano / Gagliano                                                  | Alfa Romeo Giulia GTA                                                | Salvatore Gagliano                                                   | GT1.6                                                                |
| 43°                                                                  | 87                                                                   | Munari / Maglioli                                                    | Lancia Fulvia HF                                                     | HF Squadra Corse Lancia                                              | GT1.6                                                                |
| 44°                                                                  | 79                                                                   | Patané / "Oras"                                                      | Abarth 1000 SP                                                       | Francesco Patane                                                     | P1.0                                                                 |
| 45°                                                                  | 118                                                                  | Ramonio / Trenti                                                     | Alpine A110 Renault                                                  | Romano Ramonio                                                       | GT1.3                                                                |
| 46°                                                                  | 77                                                                   | "Sergio" / "Guibar"                                                  | Abarth 1000 SP                                                       | Scuderia Nettuno                                                     | P1.0                                                                 |
| 47°                                                                  | 3                                                                    | Latteri / Todaro                                                     | Alfa Romeo T33/3                                                     | Scuderia Brescia Corse                                               | P3.0                                                                 |
| 48°                                                                  | 86                                                                   | Pinto / Ragnotti                                                     | Lancia Fulvia HF                                                     | HF Squadra Corse Lancia                                              | GT1.6                                                                |
| 49°                                                                  | 39                                                                   | Bonomelli / Beckers                                                  | Porsche 911 S                                                        | Bonomelli Squadra Corse                                              | GT+2.0                                                               |
| 50°                                                                  | 88                                                                   | Mirto Randazzo / Barraco                                             | Alfa Romeo Giulia GTA                                                | Scuderia Pegaso                                                      | GT1.6                                                                |
| 51°                                                                  | 52                                                                   | Marotta / Benedini                                                   | Opel GT                                                              | Conrero Squadra Corse                                                | GT2.0                                                                |
| 52°                                                                  | 26                                                                   | Lo Piccolo / Terra                                                   | Ferrari Dino 206 S                                                   | Leandro Terra                                                        | P2.0                                                                 |
| 53°                                                                  | 20                                                                   | Locatelli / Moretti                                                  | AMS - Ford                                                           | Ugo Locatelli                                                        | P2.0                                                                 |
| 54°                                                                  | 54                                                                   | Pica / Pianta                                                        | Opel GT                                                              | Conrero Squadra Corse                                                | GT2.0                                                                |
| 55°                                                                  | 101                                                                  | "Paul Kris" / Montecatini                                            | Alfa Romeo Giulia GTA                                                | Giuseppe di Cristoforo                                               | GT1.6                                                                |
| 56°                                                                  | 62                                                                   | Laurent / Haxhe                                                      | DAF 55                                                               | Claude Laurent                                                       | P1.3                                                                 |
| 57°                                                                  | 67                                                                   | Barba / Garofalo                                                     | Giliberti A112                                                       | Scuderia Pegaso                                                      | P1.3                                                                 |
| 58°                                                                  | 111                                                                  | Lisitano / "Darenz"                                                  | Lancia Fulvia Sport                                                  | Jolly Club                                                           | GT1.3                                                                |
| 59°                                                                  | 10                                                                   | Weir / De Cadenet                                                    | Lola T210 Ford                                                       | "Snakespeed"                                                         | P2.0                                                                 |
| 60°                                                                  | 11                                                                   | Zadra / "Gap"                                                        | Lola T212 Ford                                                       | Scuderia Brescia Corse                                               | P2.0                                                                 |
| 61°                                                                  | 109                                                                  | Cottone / Caci                                                       | Lancia Fulvia HF                                                     | Scuderia Pegaso                                                      | GT1.3                                                                |
| 62°                                                                  | 119                                                                  | Mantia / Lo Jacono                                                   | Alpine A110 Renault                                                  | Scuderia Pegaso                                                      | GT1.3                                                                |
| 63°                                                                  | 72                                                                   | "McBoden" / "Papillon"                                               | Abarth 1300 OT                                                       | Scuderia Brescia Corse                                               | S1.3                                                                 |
| 64°                                                                  | 27                                                                   | Virgilio / "Popof"                                                   | Abarth 2000 SP                                                       | Scuderia Etna                                                        | P2.0                                                                 |
| 65°                                                                  | 12                                                                   | Taramazzo / Ostini                                                   | Abarth 2000 SP                                                       | Scuderia Nettuno                                                     | P2.0                                                                 |
| 66°                                                                  | 117                                                                  | Tandoi / "Effe-Ci"                                                   | Alpine A110 Renault                                                  | Floriano Colombo                                                     | GT1.3                                                                |
| 67°                                                                  | 95                                                                   | Martino / Galimberti                                                 | Lancia Fulvia HF                                                     | Giovanni Martino                                                     | GT1.6                                                                |
| 68°                                                                  | 84                                                                   | Nesti / Gargano                                                      | AMS SP Ford                                                          | Scuderia Nettuno                                                     | P1.0                                                                 |
| 69°                                                                  | 6                                                                    | Stommelen / Kinnunen                                                 | Alfa Romeo T33/3                                                     | Autodelta S.p.a.                                                     | P3.0                                                                 |
| 70°                                                                  | 4                                                                    | Rodríguez / Müller                                                   | Porsche 908/03                                                       | J. W. Automotive Engineering                                         | P3.0                                                                 |
| 71°                                                                  | 61                                                                   | Monticone / Moreschi                                                 | Porsche 914/6                                                        | Scuderia Brescia Corse                                               | GT2.0                                                                |
| 72°                                                                  | 55                                                                   | Aquila / Guagliardo                                                  | Porsche 911 S                                                        | Giuseppe Aquila                                                      | GT2.0                                                                |
| 73°                                                                  | 108                                                                  | Arcovito / Rizzo                                                     | Lancia Fulvia HF                                                     | Angelo Rizzo                                                         | GT1.3                                                                |
| 74°                                                                  | 53                                                                   | "Manuel" / Galmozzi                                                  | Porsche 911                                                          | Giampaolo Baruffi                                                    | GT2.0                                                                |
| 75°                                                                  | 7                                                                    | Redman / Siffert                                                     | Porsche 908/03                                                       | J. W. Automotive Engineering                                         | P3.0                                                                 |
| 1000 Kilómetros de Nürburgring 30/05/1971 Nürburgring                |                                                                      |                                                                      |                                                                      |                                                                      |                                                                      |
| Pos                                                                  | N°                                                                   | Piloto                                                               | Auto                                                                 | Equipo                                                               | Clase                                                                |
| 1°                                                                   | 3                                                                    | Elford / Larrousse                                                   | Porsche 908/03                                                       | International Martini Racing Team                                    | P3.0                                                                 |
| 2°                                                                   | 1                                                                    | Rodríguez / Siffert                                                  | Porsche 908/03                                                       | J. W. Automotive Gulf Porsche                                        | P3.0                                                                 |
| 3°                                                                   | 4                                                                    | van Lennep / Marko                                                   | Porsche 908/03                                                       | International Martini Racing Team                                    | P3.0                                                                 |
| 4°                                                                   | 11                                                                   | de Adamich / Pescarolo                                               | Alfa Romeo T33/3                                                     | Autodelta S.p.A.                                                     | P3.0                                                                 |
| 5°                                                                   | 12                                                                   | Hezemans / Vaccarella                                                | Alfa Romeo T33/3                                                     | Autodelta S.p.A.                                                     | P3.0                                                                 |
| 6°                                                                   | 55                                                                   | Jöst / Kauhsen                                                       | Porsche 917 K                                                        | Team Auto Usdau                                                      | S5.0                                                                 |
| 7°                                                                   | 8                                                                    | Ballot-Léna / Chasseuil                                              | Porsche 908/02                                                       | Claude Ballot-Léna                                                   | P3.0                                                                 |
| 8°                                                                   | 7                                                                    | Kraus / Basche                                                       | Porsche 908/02                                                       | Ernst Kraus                                                          | P3.0                                                                 |
| 9°                                                                   | 59                                                                   | Loos / Pesch                                                         | Ferrari 512 M                                                        | Gelo Racing Team                                                     | S5.0                                                                 |
| 10°                                                                  | 9                                                                    | Wicky / Cabral                                                       | Porsche 908/02 Flunder                                               | Wicky Racing Team                                                    | P3.0                                                                 |
| 11°                                                                  | 75                                                                   | Greger / Lins                                                        | Porsche 910                                                          | Sepp Greger                                                          | S2.0                                                                 |
| 12°                                                                  | 82                                                                   | Kremer / Neuhaus                                                     | Porsche 911 S                                                        | Kremer Racing                                                        | GT+2.0                                                               |
| 13°                                                                  | 77                                                                   | Haldi / Keller                                                       | Porsche 911 S                                                        | Porsche Club Romand                                                  | GT+2.0                                                               |
| 14°                                                                  | 94                                                                   | Quist / Krumm                                                        | Porsche 914/6                                                        | Autohaus Max Moritz                                                  | GT2.0                                                                |
| 15°                                                                  | 95                                                                   | Steckkönig / Schmid                                                  | Porsche 914/6                                                        | E. Strähle KG                                                        | GT2.0                                                                |
| 16°                                                                  | 88                                                                   | Kinnunen / Waldegaard                                                | Porsche 911 S                                                        | Leo Kinnunen                                                         | GT+2.0                                                               |
| 17°                                                                  | 78                                                                   | Greub / Guérie                                                       | Porsche 911 S                                                        | Porsche Club Romand                                                  | GT+2.0                                                               |
| 18°                                                                  | 93                                                                   | Simonis / Hoier                                                      | Porsche 914/6                                                        | Automobilclub Rübenach                                               | GT2.0                                                                |
| 19°                                                                  | 96                                                                   | Rieder / Scheeren                                                    | Porsche 911 T                                                        | Auto Kremer Racing Team                                              | GT2.0                                                                |
| 20°                                                                  | 101                                                                  | Schulze-Schwering / Betzler                                          | Alpine A110 1600 S Renault                                           | Deutsche Renault Automobile                                          | GT2.0                                                                |
| 21°                                                                  | 108                                                                  | Christmann / Nolte                                                   | Porsche 914/6                                                        | Alexander Nolte                                                      | GT2.0                                                                |
| 22°                                                                  | 24                                                                   | Goodwin / Nash                                                       | Redex RPA BMW (Chevron)                                              | Dr. Tony Goodwin                                                     | P2.0                                                                 |
| 23°                                                                  | 72                                                                   | Birchenhough / Joscelyne                                             | Chevron B8 BMW                                                       | Paul Watson Race Organisation                                        | S2.0                                                                 |
| 24°                                                                  | 48                                                                   | Gilges / Hegels                                                      | Kilian PT NSU                                                        | Kilian Tuning                                                        | P1.6                                                                 |
| 25°                                                                  | 6                                                                    | Weigel / Spoerry                                                     | Porsche 908/02 Flunder                                               | Team Auto Usdau                                                      | P3.0                                                                 |
| 26°                                                                  | 83                                                                   | Komusin / Müllers                                                    | Ferrari Dino 246 GT                                                  | International Racing Club                                            | GT+2.0                                                               |
| 27°                                                                  | 49                                                                   | Klasen / Otto                                                        | Alfa Romeo GTA                                                       | Autodelta S.p.A.                                                     | P1.6                                                                 |
| 28°                                                                  | 51                                                                   | Wheeler / Davidson                                                   | Jerboa SP BMC                                                        | Jack Wheeler                                                         | P1.6                                                                 |
| 29°                                                                  | 31                                                                   | Bamford / Creasey                                                    | Chevron B19 Ford                                                     | Worcestershire Association                                           | P2.0                                                                 |
| 30°                                                                  | 74                                                                   | Link / Becker                                                        | Porsche 906                                                          | Harald Link                                                          | S2.0                                                                 |
| 31°                                                                  | 52                                                                   | Garton / Heavens                                                     | Chevron B16 Ford                                                     | Mike Garton                                                          | P1.6                                                                 |
| 32°                                                                  | 54                                                                   | Pilette / Gosselin                                                   | Lola T70 Mk.3B GT Chevrolet                                          | Racing Team VDS                                                      | S5.0                                                                 |
| 33°                                                                  | 104                                                                  | Seiler / Ettmüller                                                   | Porsche 914/6                                                        | Squadra Tartaruga                                                    | GT2.0                                                                |
| 34°                                                                  | 102                                                                  | Lübbering / Klauke                                                   | Alpine A110 1600 S Renault                                           | Deutsche Renault Automobile                                          | GT2.0                                                                |
| 35°                                                                  | 15                                                                   | Ickx / Regazzoni                                                     | Ferrari 312 PB                                                       | S.p.A. Ferrari SEFAC                                                 | P3.0                                                                 |
| 36°                                                                  | 60                                                                   | Müller / Herzog                                                      | Ferrari 512 M                                                        | Herbert Müller                                                       | S5.0                                                                 |
| 37°                                                                  | 80                                                                   | Andersson / Barth                                                    | Porsche 911 S                                                        | Aake Andersson                                                       | GT+2.0                                                               |
| 38°                                                                  | 36                                                                   | Enever / Baker                                                       | Daren Mk.3 Lotus                                                     | Daren Cars                                                           | P2.0                                                                 |
| 39°                                                                  | 10                                                                   | Stommelen / Galli                                                    | Alfa Romeo T33/3                                                     | Autodelta S.p.A.                                                     | P3.0                                                                 |
| 40°                                                                  | 61                                                                   | Wiesendanger / Kocher                                                | Ferrari 512 S                                                        | Herbert Müller                                                       | S5.0                                                                 |
| 41°                                                                  | 27                                                                   | Deprez / Vernaeve                                                    | Chevron B16 Mazda                                                    | Yves Deprez                                                          | P2.0                                                                 |
| 42°                                                                  | 97                                                                   | Larsson / Simonsen                                                   | Porsche 911 T                                                        | Kurt Simonsen                                                        | GT2.0                                                                |
| 43°                                                                  | 2                                                                    | Siffert / Bell                                                       | Porsche 908/03                                                       | J. W. Automotive Gulf Porsche                                        | P3.0                                                                 |
| 44°                                                                  | 32                                                                   | Graemiger / Hanson                                                   | Daren Mk.3 Lotus                                                     | Daren Cars                                                           | P2.0                                                                 |
| 45°                                                                  | 37                                                                   | Martin / Croker                                                      | Martin BM8 Ford                                                      | Martin Racing Development                                            | P2.0                                                                 |
| 46°                                                                  | 23                                                                   | Ridehalgh / Garton                                                   | Dulon LD11P Porsche                                                  | Speed Sport Motobooks                                                | P2.0                                                                 |
| 47°                                                                  | 53                                                                   | Edwards / Franey                                                     | Lola T212 Ford                                                       | Minilite Ltd.                                                        | P1.6                                                                 |
| 48°                                                                  | 100                                                                  | Kern / Sommer                                                        | Alpine A110 1600 S Renault                                           | Deutsche Renault Automobile                                          | GT2.0                                                                |
| 49°                                                                  | 18                                                                   | Behr / Heyer                                                         | LBS 3 Ford Turbo                                                     | Rheydter Club                                                        | P3.0                                                                 |
| 50°                                                                  | 38                                                                   | Negus / Gaydon                                                       | Martin BM8 Ford                                                      | Martin Racing Development                                            | P2.0                                                                 |
| 51°                                                                  | 50                                                                   | Richardson / Soares                                                  | Daren Mk.2 Ford                                                      | Peter Richardson                                                     | P1.6                                                                 |
| 24 Horas de Le Mans 13/06/1971 Circuito de la Sarthe                 |                                                                      |                                                                      |                                                                      |                                                                      |                                                                      |
| Pos                                                                  | N°                                                                   | Piloto                                                               | Auto                                                                 | Equipo                                                               | Clase                                                                |
| 1°                                                                   | 22                                                                   | Marko / van Lennep                                                   | Porsche 917 K                                                        | Martini International Racing Team                                    | S5.0                                                                 |
| 2°                                                                   | 19                                                                   | Attwood / Müller                                                     | Porsche 917 K                                                        | J. W. Automotive Engineering                                         | S5.0                                                                 |
| 3°                                                                   | 12                                                                   | Posey / Adamowicz                                                    | Ferrari 512 M                                                        | North American Racing Team                                           | S5.0                                                                 |
| 4°                                                                   | 16                                                                   | Craft / Weir                                                         | Ferrari 512 M                                                        | David Piper                                                          | S5.0                                                                 |
| 5°                                                                   | 58                                                                   | Grossman / Chinetti, Jr.                                             | Ferrari 365 GTB/4                                                    | North American Racing Team                                           | S5.0                                                                 |
| 6°                                                                   | 63                                                                   | Touroul / Anselme                                                    | Porsche 911 S                                                        | ASA Cachia Bundi                                                     | GT+2.0                                                               |
| 7°                                                                   | 49                                                                   | Brun / Mattli                                                        | Porsche 907                                                          | André Wicky Racing Team                                              | P2.0                                                                 |
| 8°                                                                   | 38                                                                   | Mazzia / Barth                                                       | Porsche 911 EC                                                       | René Mazzia                                                          | GT+2.0                                                               |
| 9°                                                                   | 42                                                                   | Mésange / "Gedehem"                                                  | Porsche 911 S                                                        | Jean Mesagne                                                         | GT+2.0                                                               |
| 10°                                                                  | 26                                                                   | Kremer / Koob / Huber                                                | Porsche 911 S                                                        | Nicolas Koob                                                         | GT+2.0                                                               |
| 11°                                                                  | 39                                                                   | Verrier / Foucault                                                   | Porsche 911 S                                                        | A.G.A.C.I.                                                           | GT+2.0                                                               |
| 12°                                                                  | 44                                                                   | Bond / Vestey                                                        | Porsche 911 S                                                        | The Paul Watson Race Organisation                                    | GT+2.0                                                               |
| 13°                                                                  | 36                                                                   | Chenevière / Waldegaard                                              | Porsche 911 S                                                        | Ecurie Jean Sage                                                     | GT+2.0                                                               |
| 14°                                                                  | 24                                                                   | Ligier / Depailler                                                   | Ligier JS3 Ford                                                      | Automobiles Ligier                                                   | P3.0                                                                 |
| 15°                                                                  | 18                                                                   | Rodríguez / Oliver                                                   | Porsche 917L                                                         | J. W. Automotive Engineering                                         | S5.0                                                                 |
| 16°                                                                  | 21                                                                   | Larrousse / Elford                                                   | Porsche 917L                                                         | Martini International Racing Team                                    | S5.0                                                                 |
| 17°                                                                  | 17                                                                   | Siffert / Bell                                                       | Porsche 917L                                                         | J. W. Automotive Engineering                                         | S5.0                                                                 |
| 18°                                                                  | 11                                                                   | Donohue / Hobbs                                                      | Ferrari 512 M                                                        | North American Racing Team                                           | S5.0                                                                 |
| 19°                                                                  | 15                                                                   | Vaccarella / Juncadella                                              | Ferrari 512 M                                                        | Escudería Montjuich                                                  | S5.0                                                                 |
| 20°                                                                  | 23                                                                   | Kauhsen / Jöst                                                       | Porsche 917/20                                                       | Martini International Racing Team                                    | S5.0                                                                 |
| 21°                                                                  | 7                                                                    | Parkes / Pescarolo                                                   | Ferrari 512 F                                                        | Scuderia Filipinetti                                                 | S5.0                                                                 |
| 22°                                                                  | 9                                                                    | de Fierlant / De Cadenet                                             | Ferrari 512 M                                                        | Ecurie Francorchamps                                                 | S5.0                                                                 |
| 23°                                                                  | 10                                                                   | Pesch / Loos                                                         | Ferrari 512 M                                                        | Gelo Racing Team                                                     | S5.0                                                                 |
| 24°                                                                  | 6                                                                    | Manfredini / Gagliardi                                               | Ferrari 512 M                                                        | Scuderia Filipinetti                                                 | S5.0                                                                 |
| 25°                                                                  | 14                                                                   | Gregory / Eaton                                                      | Ferrari 512 S                                                        | North American Racing Team                                           | S5.0                                                                 |
| 26°                                                                  | 32                                                                   | Beltoise / Amon                                                      | Matra-Simca MS660                                                    | Equipe Matra                                                         | P3.0                                                                 |
| 27°                                                                  | 57                                                                   | Martin / Pillon                                                      | Porsche 917 K                                                        | Zitro Racing Team/D. Martin                                          | S5.0                                                                 |
| 28°                                                                  | 5                                                                    | Pilette / Gosselin                                                   | Lola T70 Mk.3B GT Chevrolet                                          | Racing Team VDS                                                      | S5.0                                                                 |
| 29°                                                                  | 28                                                                   | Ballot-Léna / Chasseuil                                              | Porsche 908/02                                                       | Auguste Veuillet - Sonauto                                           | P3.0                                                                 |
| 30°                                                                  | 60                                                                   | Weigel / Haldi                                                       | Porsche 908/02                                                       | Claude Haldi                                                         | P3.0                                                                 |
| 31°                                                                  | 30                                                                   | Cosson / Leuze                                                       | Porsche 908/02                                                       | Louis Cosson                                                         | P3.0                                                                 |
| 32°                                                                  | 50                                                                   | Edwards / Enever                                                     | Lola T212 Ford                                                       | Camel Filters Team Huron                                             | P2.0                                                                 |
| 33°                                                                  | 29                                                                   | Wicky / Cohen-Olivar                                                 | Porsche 908/02 Flunder                                               | André Wicky Racing Team                                              | P3.0                                                                 |
| 34°                                                                  | 1                                                                    | Aubriet / Rouget                                                     | Chevrolet Corvette                                                   | Ecurie Léopard                                                       | GT+2.0                                                               |
| 35°                                                                  | 27                                                                   | Poirot / Andruet                                                     | Porsche 910                                                          | Christian Poirot                                                     | P3.0                                                                 |
| 36°                                                                  | 2                                                                    | Greder / "Beaumont"                                                  | Chevrolet Corvette                                                   | Greder Racing                                                        | GT+2.0                                                               |
| 37°                                                                  | 34                                                                   | Johnson / Forbes-Robinson                                            | Porsche 911 S                                                        | Richie Ginther Racing Inc.                                           | GT+2.0                                                               |
| 38°                                                                  | 41                                                                   | Braillard / Gaban                                                    | Porsche 911 S                                                        | Jean-Pierre Gaban                                                    | GT+2.0                                                               |
| 39°                                                                  | 35                                                                   | Garant / Greub                                                       | Porsche 911 S                                                        | Pierre Greub                                                         | GT+2.0                                                               |
| 40°                                                                  | 37                                                                   | Mauroy / Lagniez                                                     | Porsche 911 S                                                        | Pierre Mauroy                                                        | GT+2.0                                                               |
| 41°                                                                  | 48                                                                   | Ilotte / Hanrioud                                                    | Porsche 911 S                                                        | Jean-Pierre Hanrioud                                                 | GT+2.0                                                               |
| 42°                                                                  | 69                                                                   | Quist / Krumm                                                        | Porsche 914/6                                                        | Autohaus Max Moritz                                                  | GT2.0                                                                |
| 43°                                                                  | 40                                                                   | Égreteaud / Jacquemin                                                | Porsche 911 S                                                        | Jean Egreteaud                                                       | GT+2.0                                                               |
| 44°                                                                  | 33                                                                   | Cassegrain / Rey                                                     | Porsche 911 S                                                        | Rey Racing                                                           | GT+2.0                                                               |
| 45°                                                                  | 47                                                                   | Cochet / Selz                                                        | Porsche 911 S                                                        | André Wicky Racing Team                                              | GT2.0                                                                |
| 46°                                                                  | 46                                                                   | Keller / Sage                                                        | Porsche 914/6                                                        | Porsche Club Romand                                                  | GT2.0                                                                |
| 47°                                                                  | 43                                                                   | Bodin / Courthiade                                                   | Porsche 911 T/R                                                      | François Migault                                                     | GT2.0                                                                |
| 48°                                                                  | 66                                                                   | Guérie / Mathurin                                                    | Porsche 911 S                                                        | Rey Racing                                                           | GT+2.0                                                               |
| 49°                                                                  | 65                                                                   | Parot / Dechaumel                                                    | Porsche 911 S                                                        | Jacky Dechaumel                                                      | GT+2.0                                                               |
| 1000 Kilómetros de Austria 27/06/1971 Osterreichring                 |                                                                      |                                                                      |                                                                      |                                                                      |                                                                      |
| Pos                                                                  | N°                                                                   | Piloto                                                               | Auto                                                                 | Equipo                                                               | Clase                                                                |
| 1°                                                                   | 16                                                                   | Rodríguez / Attwood                                                  | Porsche 917 K                                                        | J. W. Automotive                                                     | S5.0                                                                 |
| 2°                                                                   | 3                                                                    | Hezemans / Vaccarella                                                | Alfa Romeo T33/3                                                     | Autodelta SpA                                                        | P3.0                                                                 |
| 3°                                                                   | 2                                                                    | Stommelen / Galli                                                    | Alfa Romeo T33/3                                                     | Autodelta SpA                                                        | P3.0                                                                 |
| 4°                                                                   | 18                                                                   | "PAM" / Casoni                                                       | Ferrari 512 M                                                        | Scuderia Brescia Corse                                               | S5.0                                                                 |
| 5°                                                                   | 26                                                                   | Bonomelli / "Pooky"                                                  | Porsche 910                                                          | Ennio Bonomelli                                                      | S2.0                                                                 |
| 6°                                                                   | 43                                                                   | Schickentanz / Kersten                                               | Porsche 911 S                                                        | Peter Kersten                                                        | GT+2.0                                                               |
| 7°                                                                   | 52                                                                   | Haldi / Keller                                                       | Porsche 911 S                                                        | Porsche Club Romand                                                  | GT+2.0                                                               |
| 8°                                                                   | 24                                                                   | Trummer / Sessitsch                                                  | Porsche 906                                                          | Bosch Racing Team                                                    | S2.0                                                                 |
| 9°                                                                   | 37                                                                   | Steckkönig / Schmid / Bauer                                          | Porsche 914/6                                                        | Strähle KG                                                           | GT2.0                                                                |
| 10°                                                                  | 38                                                                   | Kremer / Lins                                                        | Porsche 911 S                                                        | Kremer Racing                                                        | GT+2.0                                                               |
| 11°                                                                  | 46                                                                   | Greub / Guérie                                                       | Porsche 911 S                                                        | Porsche Club Romand                                                  | GT+2.0                                                               |
| 12°                                                                  | 44                                                                   | Andersson / Barth                                                    | Porsche 911 S                                                        | VSA München                                                          | GT2.0                                                                |
| 13°                                                                  | 15                                                                   | Siffert / Bell                                                       | Porsche 917 K                                                        | J. W. Automotive                                                     | S5.0                                                                 |
| 14°                                                                  | 1                                                                    | de Adamich / Pescarolo                                               | Alfa Romeo T33/3                                                     | Autodelta SpA                                                        | P3.0                                                                 |
| 15°                                                                  | 4                                                                    | Reisch / Facetti                                                     | Alfa Romeo T33/3                                                     | Hubert Ascher                                                        | P3.0                                                                 |
| 16°                                                                  | 8                                                                    | Edwards / Enever                                                     | Lola T212 Ford                                                       | Guy Edwards                                                          | P2.0                                                                 |
| 17°                                                                  | 19                                                                   | Berruto / Mola                                                       | Porsche 906                                                          | Scuderia Brescia Corse                                               | S2.0                                                                 |
| 18°                                                                  | 41                                                                   | Utz / Göring                                                         | Porsche 911 S                                                        | Autohaus Max Moritz                                                  | GT+2.0                                                               |
| 19°                                                                  | 7                                                                    | Ickx / Regazzoni                                                     | Ferrari 312 PB                                                       | Spa Ferrari SEFAC                                                    | P3.0                                                                 |
| 20°                                                                  | 28                                                                   | Marko / Larrousse                                                    | Porsche 917 K                                                        | Martini International Racing Team                                    | S5.0                                                                 |
| 21°                                                                  | 22                                                                   | Müller / Herzog                                                      | Ferrari 512 M                                                        | Herbert Müller                                                       | S5.0                                                                 |
| 22°                                                                  | 36                                                                   | Bauer / Pucci                                                        | Porsche 911 S                                                        | Paul-Ernst Strähle                                                   | GT+2.0                                                               |
| 23°                                                                  | 30                                                                   | Juncadella / Soler-Roig                                              | Ferrari 512 M                                                        | Escudería Montjuich                                                  | S5.0                                                                 |
| 6 Horas de Watkins Glen 24/07/1971 Watkins Glen International        |                                                                      |                                                                      |                                                                      |                                                                      |                                                                      |
| Pos                                                                  | N°                                                                   | Piloto                                                               | Auto                                                                 | Equipo                                                               | Clase                                                                |
| 1°                                                                   | 30                                                                   | de Adamich / Peterson                                                | Alfa Romeo T33/3                                                     | Autodelta S.p.A.                                                     | P                                                                    |
| 2°                                                                   | 1                                                                    | Siffert / van Lennep                                                 | Porsche 917 K                                                        | J. W. Automotive Engineering                                         | S                                                                    |
| 3°                                                                   | 2                                                                    | Bell / Attwood                                                       | Porsche 917 K                                                        | J. W. Automotive Engineering                                         | S                                                                    |
| 4°                                                                   | 63                                                                   | De Cadenet / Motschenbacher                                          | Ferrari 512 M                                                        | Ecurie Francorchamps                                                 | S                                                                    |
| 5°                                                                   | 49                                                                   | Johnson / Greenwood                                                  | Chevrolet Corvette                                                   | John Greenwood Racing                                                | GT+2.5                                                               |
| 6°                                                                   | 59                                                                   | Gregg / Haywood                                                      | Porsche 914/6                                                        | Brumos Porsche-Audi                                                  | GT2.5                                                                |
| 7°                                                                   | 57                                                                   | Heinz / Yenko                                                        | Chevrolet Corvette                                                   | Or Costanzo/Tri City Corvette Club                                   | GT+2.5                                                               |
| 8°                                                                   | 41                                                                   | Schumacher / McClure / Kiefer                                        | Chevrolet Corvette                                                   | Iroquois Racing Associates                                           | GT+2.5                                                               |
| 9°                                                                   | 31                                                                   | Everett / Beasley                                                    | Porsche 911 T                                                        | Locke Development Corporation                                        | GT2.5                                                                |
| 10°                                                                  | 68                                                                   | Keating / Pentecost / Torgersen                                      | Porsche 911 S                                                        | Baker Motor Co.                                                      | GT2.5                                                                |
| 11°                                                                  | 43                                                                   | Adamowicz / Cabral                                                   | Porsche 917 K                                                        | David Piper Racing                                                   | S                                                                    |
| 12°                                                                  | 46                                                                   | Rahal / Wise / Kroll                                                 | Porsche 906 K                                                        | Brokers Racing/Nationwide Food                                       | S                                                                    |
| 13°                                                                  | 36                                                                   | Galli / Elford                                                       | Alfa Romeo T33/3                                                     | Autodelta S.p.A.                                                     | P                                                                    |
| 14°                                                                  | 67                                                                   | Harrison / Fraser / Rinzler / Barber                                 | Lola T212 Ford                                                       | Baker Motor Co.                                                      | P                                                                    |
| 15°                                                                  | 14                                                                   | Posey / Bucknum                                                      | Ferrari 512 M                                                        | North American Racing Team                                           | S                                                                    |
| 16°                                                                  | 61                                                                   | Kleinpeter / Belcher                                                 | Lola T212 Ford                                                       | Promotional Advertising                                              | P                                                                    |
| 17°                                                                  | 33                                                                   | Pescarolo / Stommelen                                                | Alfa Romeo T33/3                                                     | Autodelta S.p.A.                                                     | P                                                                    |
| 18°                                                                  | 64                                                                   | Baechle / Summers / Kepler                                           | Chevrolet Corvette                                                   | Bob Baechle                                                          | GT+2.5                                                               |
| 19°                                                                  | 40                                                                   | Ickx / Andretti                                                      | Ferrari 312 PB                                                       | S.p.A. Ferrari SEFAC                                                 | P                                                                    |
| 20°                                                                  | 6                                                                    | Donohue / Hobbs                                                      | Ferrari 512 M                                                        | Roger Penske/Kirk F. White                                           | S                                                                    |
| 21°                                                                  | 87                                                                   | Dean / Matchett / Parsons                                            | Porsche 908/02                                                       | A. G. Dean (Racing)                                                  | P                                                                    |
| 22°                                                                  | 32                                                                   | Locke / Bailey                                                       | Porsche 911 S                                                        | Locke Development Corporation                                        | GT2.5                                                                |
| 23°                                                                  | 48                                                                   | Müller / Eaton                                                       | Ferrari 512 M                                                        | Herbert Müller Racing                                                | S                                                                    |
| 24°                                                                  | 16                                                                   | Keyser / Jennings                                                    | Porsche 911 T                                                        | Toad Hall Racing                                                     | GT2.5                                                                |
| 25°                                                                  | 50                                                                   | Hoffman / Cipelle / Greenwood                                        | Chevrolet Corvette                                                   | John Greenwood Racing                                                | GT+2.5                                                               |
| 26°                                                                  | 60                                                                   | Ormes / Brown / Bondurant                                            | Lola T70 Mk.3B GT Chevrolet                                          | Bahamas Racing                                                       | S                                                                    |

## Posiciones finales
| CONSTRUCTORES    | CONSTRUCTORES | CONSTRUCTORES |
| Pos              | Equipo        | Puntos        |
| ---------------- | ------------- | ------------- |
| 1°               | Porsche       | 72            |
| 2°               | Alfa Romeo    | 51            |
| 3°               | Ferrari       | 26            |
| 4°               | Lola          | 5             |
| 5°               | Chevrolet     | 5             |
| CONSTRUCTORES GT |               |               |
| Pos              | Equipo        | Puntos        |
| 1°               | Porsche       | 60            |
| 2°               | Chevrolet     | 28            |
| 3°               | Opel          | 3             |
| 4°               | Alfa Romeo    | 1             |

| Predecesor: WSC 1970 | Campeonato Mundial de Resistencia 1971 | Sucesor: WSC 1972 |

- Datos: Q2742717